# Pectinaria leioscapha
Pectinaria leioscapha är en ringmaskart som beskrevs av Maurice Caullery 1944. Pectinaria leioscapha ingår i släktet Pectinaria och familjen Pectinariidae. Inga underarter finns listade i Catalogue of Life.